# 延岡市立伊形小学校
延岡市立伊形小学校（のべおかしりつ いがたしょうがっこう）は、宮崎県延岡市伊形町にある公立小学校。

## 沿革
- 1987年 - 延岡市立一ヶ岡小学校より分離。

## 通学区域
伊形小学校の通学区域には以下の区域が指定されている。
- 旭ケ丘一丁目、三丁目、四丁目、五丁目
- 伊形町
- 石田町
- 上伊形町
- 北一ケ岡一丁目
- 下伊形町
- 新浜町一丁目

## アクセス
- 鉄道 - JR日豊本線 旭ヶ丘駅下車、徒歩20分
- バス - 宮崎交通一ヶ岡線「石田入口」下車、徒歩10分